# Fête de la musique
La Fête de la musique a lieu à travers le monde le 21 juin (date qui coïncide le plus souvent avec le premier jour de l'été dans l'hémisphère nord), principalement le soir et la nuit jusqu'au lendemain matin. Elle est actuellement célébrée dans une centaine de pays. Divers festivals de musique locaux qui se déroulaient ce jour de solstice participent aujourd'hui à cette fête populaire.
Elle est parfois connue aussi sous le nom World Music Day (Journée mondiale de la musique) bien que le nom français soit aussi souvent utilisé dans certains pays anglophones (en même temps que Make Music!, traduction littérale de « Faites de la musique ! ») ou germanophones, ou bien sous des noms traduits littéralement comme Fiesta de la música (espagnol), Festa della Musica (italien), Święto Muzyki (polonais), Praznik Muzike (bosnien) ou encore Dünya Müzik Günü (turc), avec des logos similaires graphiquement à ceux utilisés en France pour les festivités affiliées au programme français.

## Histoire

### Création

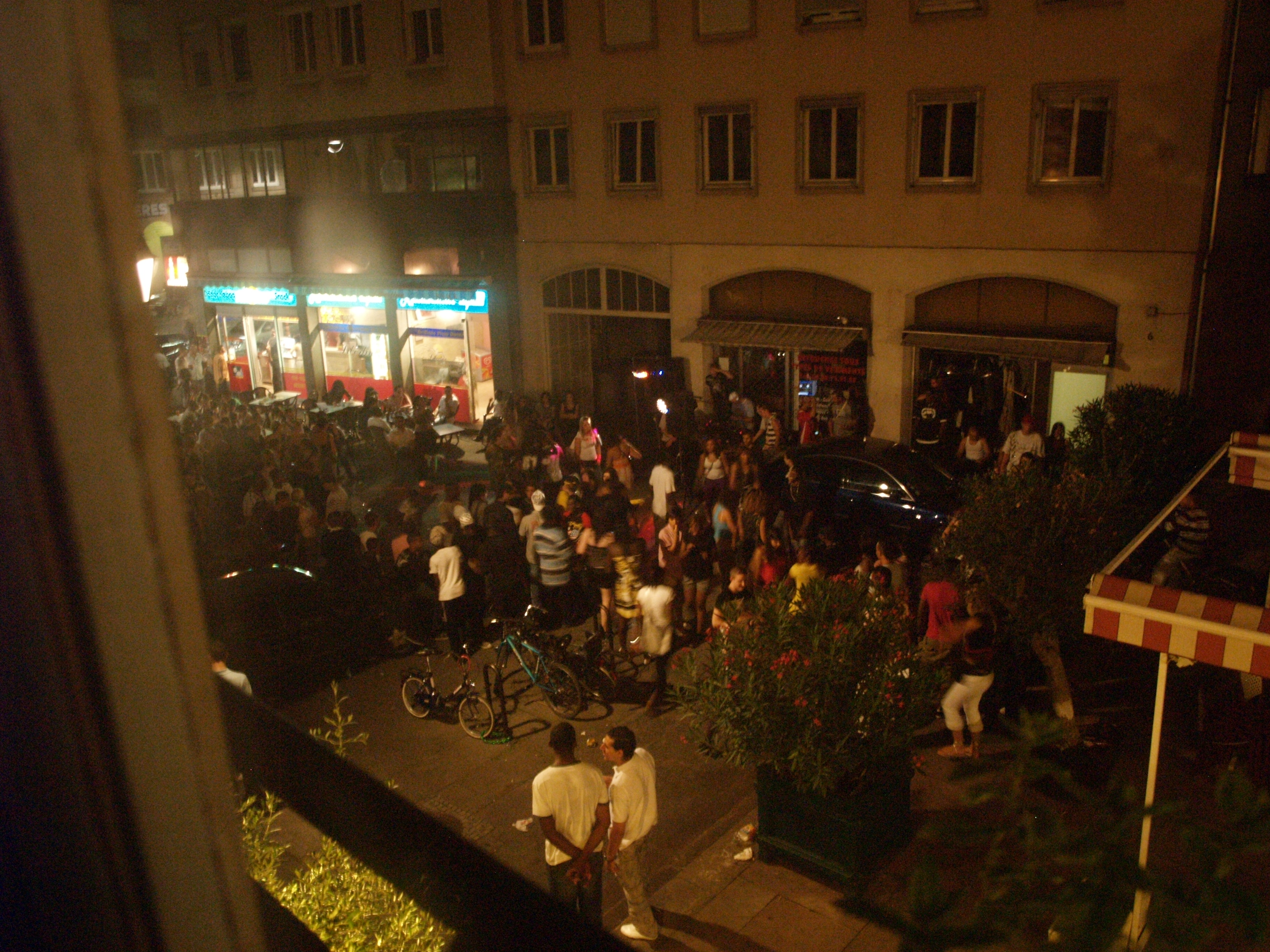
Un rassemblement lors de la Fête de la musique à Strasbourg.

La Journée internationale de la musique est créée par l'UNESCO le 1er octobre 1975.
Elle est ensuite imaginée en 1976 par le musicien américain Joel Cohen qui travaillait alors pour France Musique. Cohen proposait pour cette chaîne des « Saturnales de la musique » pour le 21 juin et le 21 décembre lors des deux solstices. Il voulait que les groupes de musiques jouent le 21 juin au soir, jour de l'été boréal. Le projet de Cohen a été réalisé le 21 juin 1976 dans l'Ouest parisien et à Toulouse. Dans un reportage consacré à l'origine de la Fête, diffusé par la télévision suisse romande, le 21 juin 2015, Jack Lang a remercié Joel Cohen pour son idée.
Le 10 juin 1981, André Henry, nommé dans le nouveau ministère du Temps libre, organise la « Fête de la musique et de la jeunesse » pour célébrer l'arrivée de François Mitterrand au pouvoir et le discours du 10 juin 1936 de Léo Lagrange sur les loisirs. Ce concert gratuit réunissant environ 100 000 personnes place de la République avec Jacques Higelin et Téléphone inspire Jack Lang pour créer une fête musicale populaire, la « Fête de la musique »,. Jack Lang, alors ministre de la culture et Maurice Fleuret, directeur de la musique et de la danse du ministère, également influencés par Cohen, donnent ainsi l'impulsion décisive à l'événement et la première fête nationale est célébrée le 21 juin 1982.
En 2011, cette fête s'est complètement internationalisée : en moins de trente ans, elle est reprise dans 110 pays sur les cinq continents (dès 1985 en Europe) et les deux hémisphères, avec plus de 340 villes participantes dans le monde (parmi les dernières en date, la ville de Bogotá depuis 2012).
En 2014, le site français recense plus de 120 pays ayant repris cette manifestation musicale.

### Choix du 21 juin
La date du 21 juin a été choisie parce qu'elle coïncide le plus souvent avec le solstice d'été (donc le jour le plus long de l'année, ou la nuit la plus courte pour ceux qui festoient jusqu'à l'aube). La coïncidence avec l'été symbolise le sacre de la nature à travers cette journée festive, à l'image des fêtes païennes dédiées à la nature ou aux moissons durant l'Antiquité (dont les fêtes de la Saint-Jean, des fêtes populaires où un grand feu était allumé toute la nuit le soir du 24 juin, date traditionnelle de fin des plus longs jours de l'année, et qui ont existé en France jusque dans les années 1990, où la plupart des feux ont été interdits pour des raisons de sécurité et souvent aussi à cause de la législation destinée à éviter les incendies dans des zones soumises à des restrictions d'eau ou de protection de l'environnement).
Des fêtes similaires existaient également dans les pays nordiques à cette période de l'année où le soleil ne se couche jamais (par exemple, à Saint-Pétersbourg, les nuits blanches où on célèbre les arts sous toutes leurs formes). Cette idée a été reprise en France plus tard avec la Nuit Blanche, fêtée lors du premier week-end d'octobre, peu après l'équinoxe, moment où la nuit devient plus longue que le jour.
La Journée internationale de la musique lancée par l'UNESCO en 1975 résonne le 1er octobre. 

## Festivités

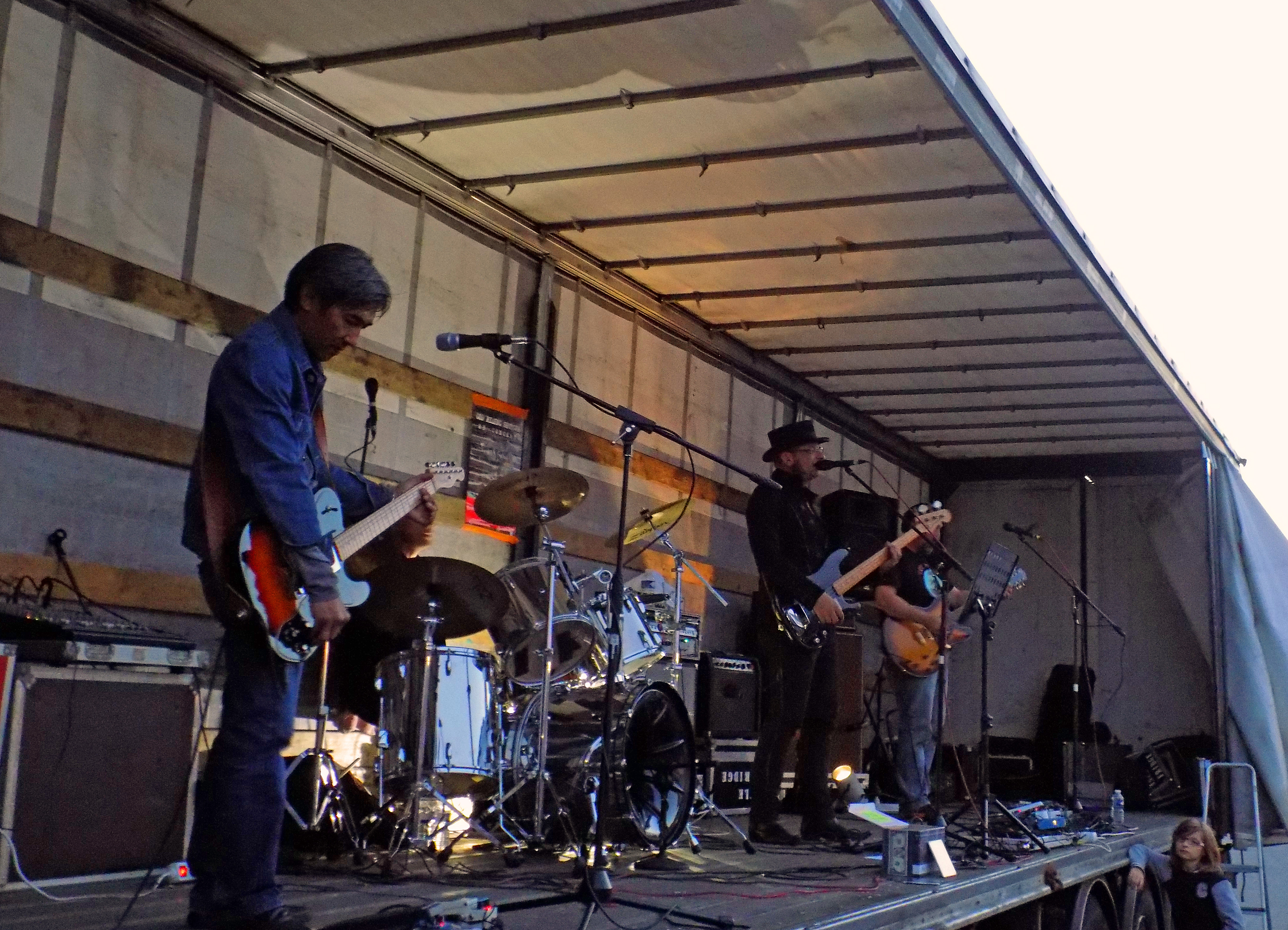
Groupe de musiciens à Carling, Fête de la musique (2014)

La Fête de la musique a pour vocation de promouvoir la musique de deux façons. Sous le slogan homophone à son nom, « Faites de la musique ! », elle encourage les musiciens amateurs à se produire bénévolement dans les rues et espaces publics. Grâce à l'organisation de nombreux concerts gratuits, d'amateurs mais aussi de professionnels, elle permet à un public large d'accéder à des musiques de toutes sortes et origines (musique classique, jazz, rock, world music, musique traditionnelle, etc.) et même celles chantées dans toutes les langues.
De nombreux établissements sont autorisés à rester ouverts plus longtemps ce soir-là pour accueillir le public, et de nombreuses rues sont fermées à la circulation dans les grandes villes pour laisser la place aux scènes organisées ou improvisées et aux spectateurs qui déambulent d'un spectacle à l'autre. Toutefois, ce n'est pas le cas partout où les scènes sont alors montées dans des espaces mieux délimités tels que des parcs et espaces sportifs, mais aussi des salles de spectacles avec des entrées exceptionnellement gratuites ce jour-là. À côté des spectacles gratuits et concerts amateurs de rue, des concerts de jazz peuvent aussi être parfois organisés pour des artistes confirmés mais ne peuvent prétendre à l'appellation « Fête de la musique ».

## Réception

### Succès

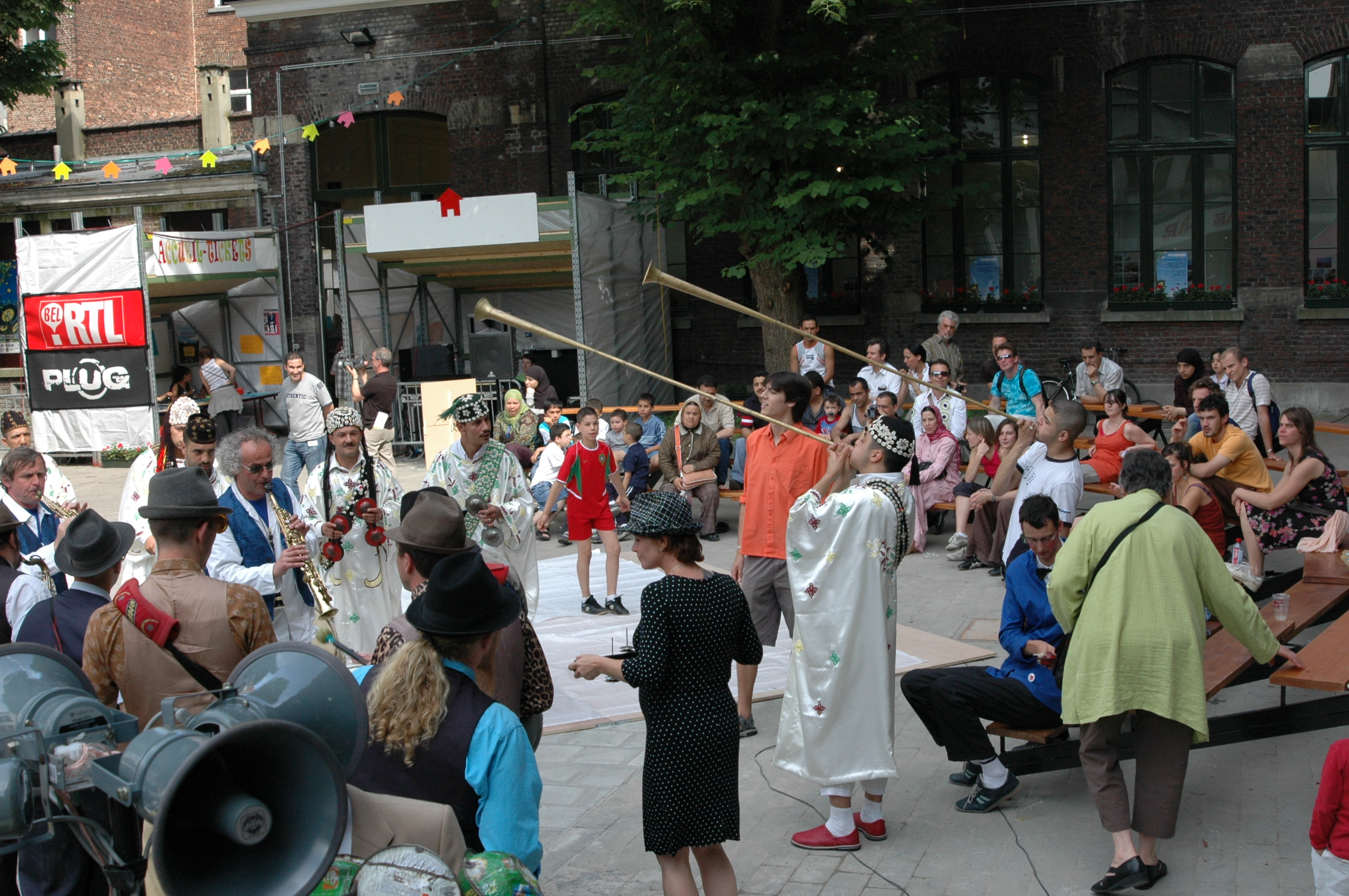
Un groupe musical de musique traditionnelle marocaine dans la rue en Belgique (2006).

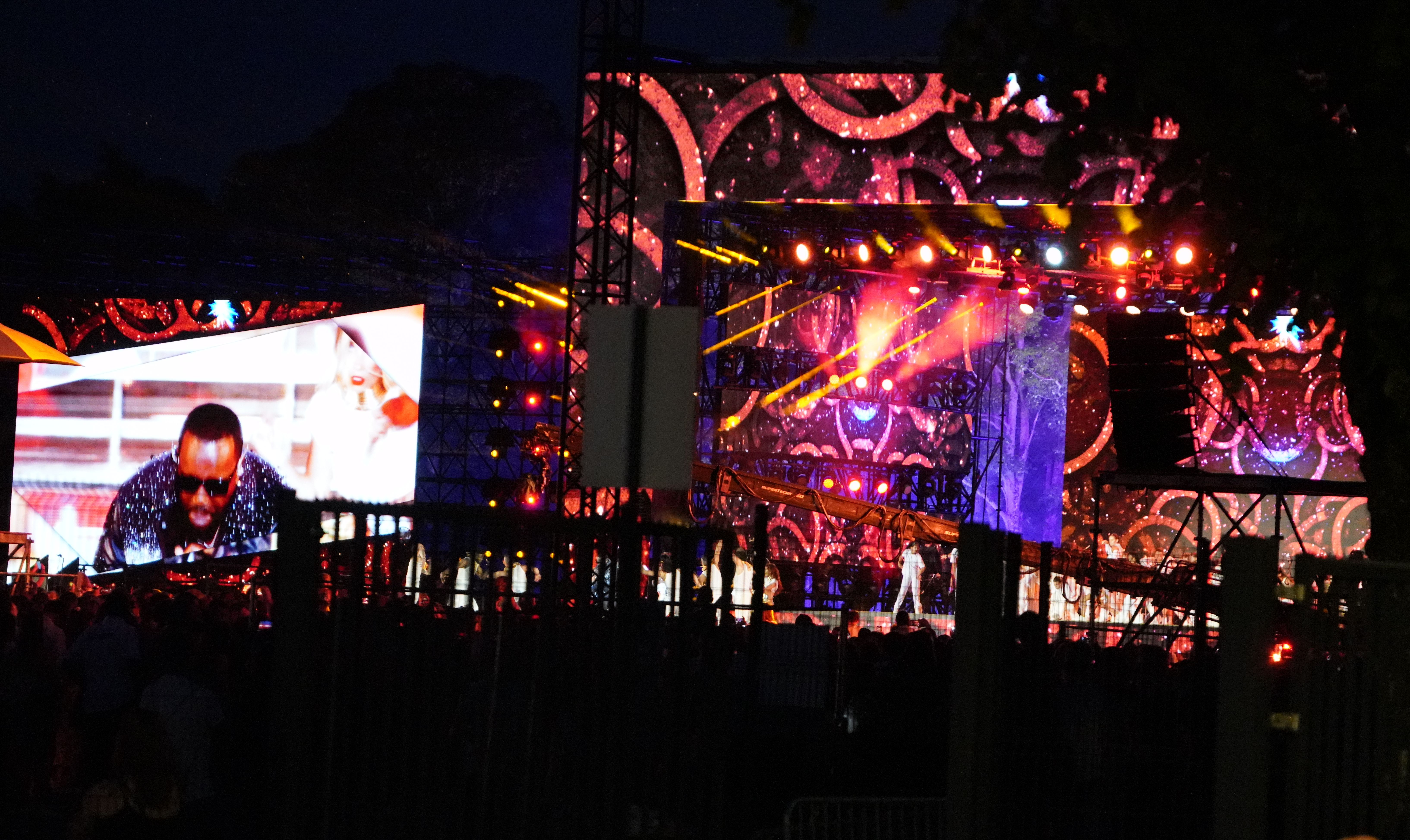
Diffusé sur France 2.

Son succès ne se démentit pas lors de chaque édition annuelle : ainsi uniquement en France, la Fête de la musique permet chaque année, selon le Ministère de la Culture, l'organisation dans tout le pays de plus de 18 000 concerts par environ 5 millions de musiciens ou chanteurs amateurs, rassemblant près de 10 millions de spectateurs. Tant en France qu'à l'international, les organisateurs adhèrent à une Charte Internationale des villes organisatrices (plus de 340 dans le monde) qui tient à maintenir la gratuité et le libre accès aux évènements organisés sous son label et la valorisation de l'expression musicale des amateurs.
En France selon l'Insee, la Fête de la musique est connue par 97 % des Français dont un sur dix y a contribué que ce soit en tant que musicien ou chanteur, et 79 % en tant que spectateur au moins une fois depuis plus de 25 ans. Les pratiquants réguliers de musique en France comptent en effet pas moins de 1,7 million de jeunes français de moins de 15 ans (non compris les 10 millions d'élèves qui suivent les cours de musique à l'école), et plus de 80 000 élèves inscrits dans des cours privés ou publics des écoles de musique.
À l'inverse des chiffres de fréquentation des équipements culturels classiques, la fête permet d'attirer plus de spectateurs ruraux que citadins, et moins les cadres que les agriculteurs, artisans ou commerçants, grâce à la gratuité et l'ouverture la plus large possible à tous les styles musicaux qui autrement ne trouvaient pas de place dans les circuits culturels usuels. D'autre part, la fête s'est avérée révélatrice de talents dans des genres musicaux « populaires » alors naissants, comme le rap, le hip-hop ou la techno, les danses de rue, ou encore les musiques des minorités notamment africaines et antillaises ainsi que tous les genres de musique traditionnelle régionale qui s'entrechoquent et se renouvellent dans un joyeux mélange des influences.
La Fête de la musique a su montrer aussi que des genres musicaux dits morts, voire « ringards » ou sans public, connaissaient toujours un intérêt affirmé par de nombreux artistes amateurs, avec une large participation des jeunes (près de 23 % des participants de 15-17 ans à cette fête en France le font ce jour-là sur une scène improvisée, et près de 78 % de ceux-ci participent ce jour-là à la fête d'une façon ou d'une autre), et par un public qui y découvre encore chaque année des créations originales et de nouvelles expressions et styles sans cesse renouvelés, montrant par là même que la richesse de la musique est au cœur des préoccupations culturelles et du besoin d'expression de la population tout entière.
Cette réussite en fait aujourd'hui un élément majeur et incontournable de la vie culturelle française, mais bien au-delà c'est devenu un énorme évènement culturel mondial, participant à l'image de la France et de la Francophonie dans le monde, mais aussi à la mixité des cultures et à la paix sociale.
Une conséquence du succès populaire de la Fête de la musique sera le renouveau (ou la multiplication) de très nombreux festivals de musique en France durant la période estivale, qui grâce à ce succès démontré, ont su trouver davantage de financements publics et privés et un espace de promotion (autant aussi de découverte et de sélection) des meilleurs artistes rompus à l'expression sur scène devant un public diversifié : la fête assure ainsi la publicité et le succès commercial de l'ensemble des festivals d'été. Aussi, dans nombre de petites villes non touristiques, c'est pratiquement le seul évènement culturel d'importance de l'année (souvent même devant la fête nationale qui attire moins de spectateurs et qui peine à y attirer des artistes professionnels ou amateurs dans les bals populaires). Des odonymes locaux (par exemple « Place du 21-Juin ») rappellent la date de cette fête.
Une autre conséquence de ce succès a été d'étendre plus tard les célébrations nationales populaires à d'autres formes d'art, notamment la Fête du cinéma qui sera organisée aussi en France peu après (dès 1985) et dans la même période de fin juin (peu après le Festival de Cannes) pour ouvrir les salles à un public plus jeune, ou encore les Journées du Patrimoine (dès 1983 en France puis partout en Europe en 1991) pour ouvrir le temps d'un weekend de septembre les monuments et bâtiments conservés ou autres sites exceptionnels habituellement fermés (car affectés à certains services ou institutions) à un plus large public.

### Critiques

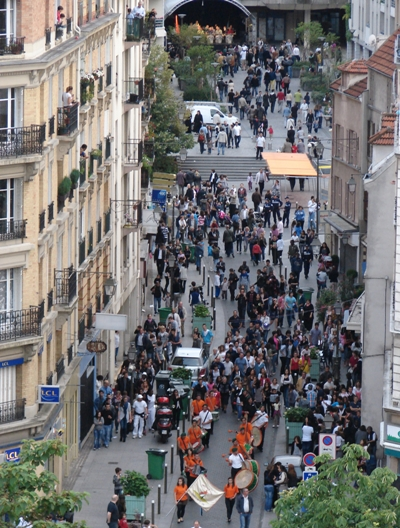
Les tambours à Suresnes en 2011.

La Fête de la musique est source de nuisances sonores avérées et fait l'objet de nombreuses plaintes. Pour y répondre, des lieux de rassemblements ont été mieux délimités par les collectivités locales pour n'autoriser les expressions scéniques extérieures le soir que jusqu'à une heure raisonnable. Toutefois, face à la volonté de certains établissements de monter des installations sonores de forte puissance pour attirer le public, les autorités ont réagi en limitant ou interdisant (selon les préfectures) de tels montages.
L'espace public non destiné initialement à l'expression scénique reste donc réservé aux artistes amateurs ou professionnels qui doivent utiliser des équipements de puissance limitée, et les établissements qui leur proposent une scène extérieure ne sont pas autorisés à « monter les décibels » pour la musique qu'ils diffusent à l'intérieur. Quelle que soit l'heure, ils restent soumis à la législation contre les nuisances sonores, et notamment doivent veiller à respecter leur voisinage : ils ne bénéficient donc pas de la même tolérance donnée aux amateurs de musique, qui peuvent se produire en revanche plus librement à condition de limiter leurs amplificateurs. Le contrôle des niveaux sonores à l'extérieur et l'intérieur reste en vigueur.
La Fête de la musique est souvent critiquée en France par le fait que les autorités n'autorisent pas les amateurs à se produire, mais aussi donnent de larges autorisations pour permettre aux commerces existants de rester ouvert au-delà des heures normales, notamment les restaurants et débits de boissons ou des épiceries, qui vendent de l'alcool (souvent de la bière) consommé par les spectateurs directement sur l'espace public et non à l'intérieur de leurs établissements : la Fête de la musique a pu paraître certaines années dans quelques villes comme une vaste « Fête de la bière » française, où la musique n'avait plus son rôle central, terminée par des débordements violents et des dégradations, ce qui a pu faire fuir les années suivantes certaines catégories de spectateurs (voire aussi de musiciens qui préfèrent l'organisation mieux contrôlée des festivals et cafés-concerts) et a nui à la réputation de la fête voulue pour tous.
Des mesures de sécurité ont été prises localement pour éviter que cette vente d'alcool expose à certains dangers, notamment dans certaines villes l'interdiction de la vente en bouteille ou au verre (seuls les gobelets jetables non dangereux sont autorisés, y compris dès le début de soirée pour la vente en salle dans les établissements habituels). Les vendeurs itinérants d'alcool ne sont plus autorisés s'ils ne disposent pas d'une licence, d'autant plus que l'alcool vendu se présente souvent en canettes métalliques, jugées aussi dangereuses que le verre.
D'autres nuisances proviennent de la fourniture par ces vendeurs itinérants de produits alimentaires à emporter dans des conditions sanitaires inadéquates (qui seraient interdites dans les restaurants) : cette vente n'est pas nécessairement illégale mais ne dispense pas des équipements de conservation ou d'hygiène adaptés, de gestion des déchets ou de protection du public (pare-feux, combustibles, fumées, etc.), ni des contrôles vétérinaires des produits vendus. Les associations critiquent aussi la gestion par les communes de la grande quantité de déchets et emballages (souvent difficilement recyclables) laissée dans l'espace public par cette manifestation.
Enfin, la vente d'alcool auprès d'une population souvent très jeune les expose à divers dangers, notamment en matière de santé publique (prévention de l'alcoolisme) et de sécurité routière et publique (prévention de la violence). Des associations se mobilisent pour organiser les transports et retours et inciter les jeunes à ne pas prendre le volant. À Paris comme dans certaines autres grandes villes, les transports publics (dont le métro) deviennent gratuits le soir et des services supplémentaires gratuits sont organisés en fin de soirée ou dans la nuit (c'est le cas aussi pour d'autres fêtes). La police et la gendarmerie effectuent de sévères contrôles d'alcoolémie autour des principaux lieux de rassemblements, mais aussi patrouillent sur les lieux mêmes pour prévenir ou limiter les débordements, bagarres et dégradations qui peuvent survenir à l'occasion de n'importe quel festivité publique ou rassemblement.
Tous ces risques et dispositifs légaux et de sécurité se retrouvent désormais dans n'importe quelle autre manifestation sur l'espace public, par exemple aussi la Fête nationale (le 14 juillet en France), ou d'autres manifestations identitaires à forte composante musicale (comme les Technoparades, et les Gay Prides et autres « marches » qui ont lieu aussi en juin à la même période, etc.), ou encore les grandes manifestations sportives (comme les différents tours de France ou d'autres pays européens) et commerciales (grandes braderies, fêtes foraines). Mais la Fête de la musique, par son ampleur et le fait qu'elle attire un public jeune particulièrement exposé aux risques, nécessite la mise en œuvre de moyens bien plus importants que ceux utilisés habituellement pour ce type de manifestation, ce qui nécessite la collaboration de l'ensemble des services de sécurité civile, publics ou privés, et du milieu associatif largement mobilisé ce soir-là, comme ils le resteront durant les nombreux festivals de l'été, dont la Fête de la musique constitue souvent aujourd'hui le lancement. Cette manifestation permet ainsi de mesurer chaque année l'état de préparation des personnels impliqués le reste de l'année.
Enfin, certains pensent qu'une date fixe n'était pas souhaitable. En effet, lorsque le 21 juin tombe en semaine, beaucoup ne peuvent non seulement pas assister à la fête mais en plus se voient plus ou moins limités dans leur sommeil suivant la proximité des lieux de festivité. Certains émettent donc l'hypothèse qu'il aurait été plus judicieux de choisir par exemple le 1er samedi de l'été ou du mois de juillet.

### Identité visuelle (logo)

Logo de "La Fête de la Musique" jusqu'en 2016
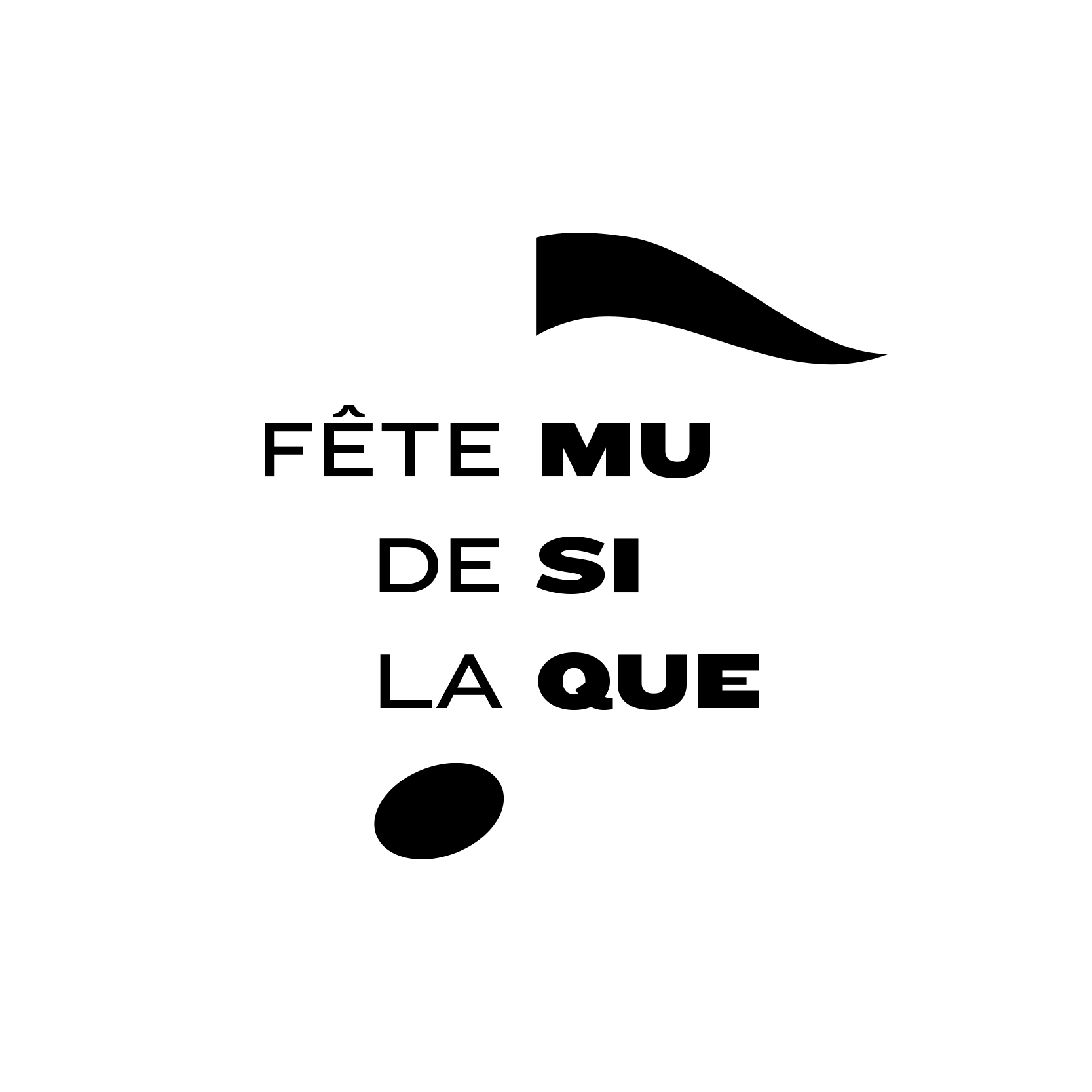
Logo de "La Fête de la Musique" depuis 2016

## Dans le monde

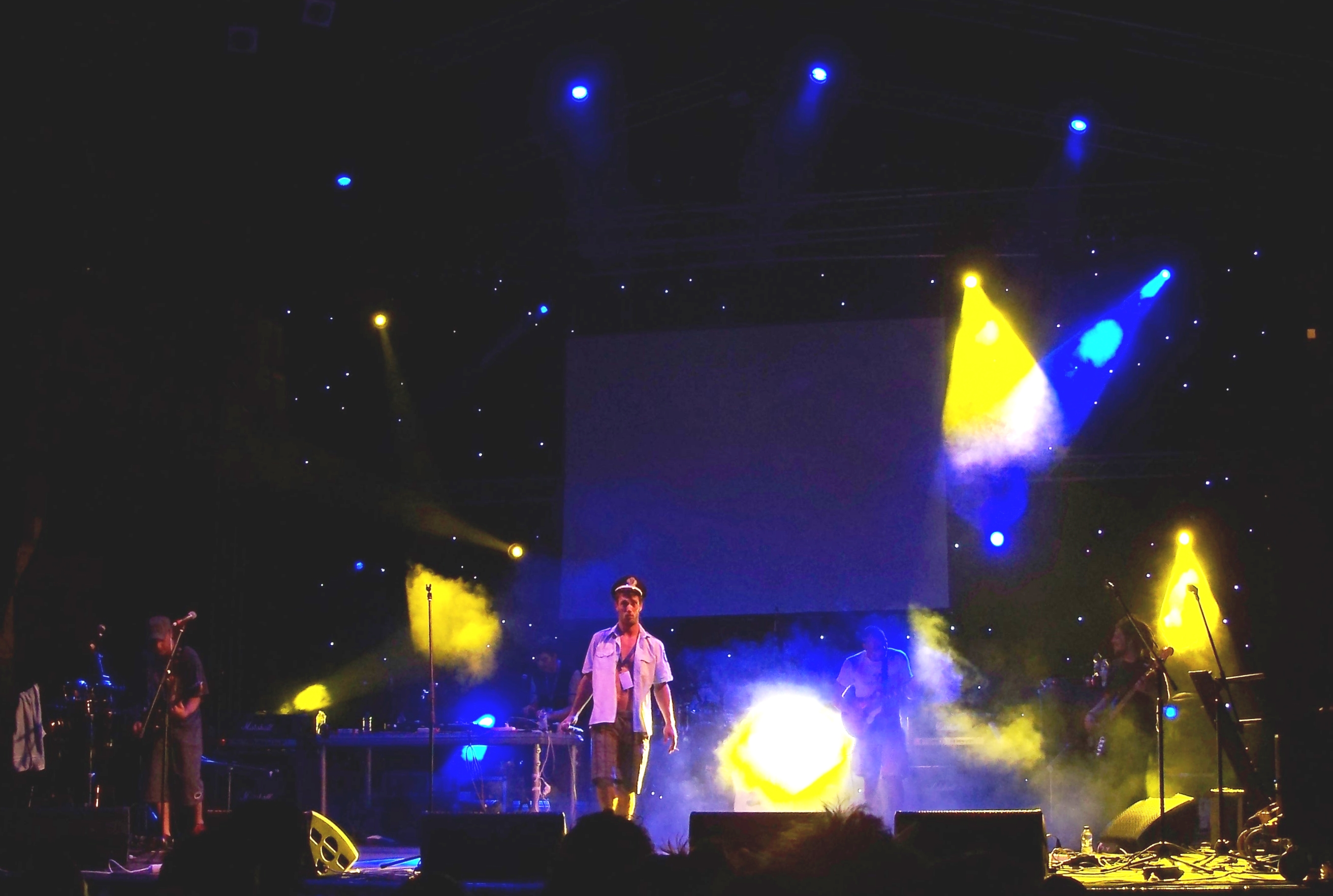
Le groupe hip-hop Rodes sur scène dans un concert gratuit lors de la Fête de la musique 2007 à Athènes.

La Journée internationale de la musique lancée par l'UNESCO en 1975 résonne elle, le 1er octobre.
La Fête de la musique n'a pas encore acquis dans le monde l'ampleur et la régularité qu'elle a acquise en France, car elle dépend largement de la volonté (et des moyens) des organisateurs locaux issus des milieux associatifs (mais souvent aussi sous l'impulsion des réseaux francophones), même si l'évènement est devenu dans certains pays populaire et spontané (comme dans les régions francophones de Belgique et de Suisse ou certains pays d'Amérique latine), avec de nombreuses festivités d'initiative locale et privée, un support actif des pouvoirs publics en matière d'organisation et de sécurité et certaines modifications comme à Genève où la fête dure trois jours le weekend le plus proche du 21 juin.

### Allemagne
L'idée d'adapter la Fête de la musique à l'Allemagne est d'abord évoquée à Munich. Mais c'est en 1995 que la ville de Berlin devient la première ville allemande à organiser des concerts sur le modèle de cette fête. Depuis 2001, de plus en plus de villes la célèbrent régulièrement au fil du temps, jusqu'à atteindre la cinquantaine en 2015.

### Belgique
En Belgique, la Fête de la musique est organisée depuis 1985. C'est le Conseil de la Musique qui coordonne celle-ci. Organisée chaque année autour du 21 juin, la Fête de la musique est un événement totalement gratuit en Fédération Wallonie-Bruxelles.

### Québec
La ville de Québec adopte la Fête de la musique (sous l'égide de « Art dans la ville ») à partir de 2008, sur le même principe que la fête française.

### Chine
L'ambassade de France en Chine a commencé à organiser ponctuellement des évènements le 21 juin dès 1992. Ce n'est que bien plus tard que la Fête de la musique commencera à faire des apparitions régulières, d'abord dans la ville de Wuhan en 2007, puis Shanghai quelques années plus tard. À Pékin, l'organisation régulière de la fête de la musique s'est faite par le biais d'une association de volontaires à partir de 2012, et a toujours eu lieu le 21 juin. Sous l'impulsion donnée par l'ambassade de France et de son soutien à l'évènement, celui-ci a pris de plus en plus d'ampleur, notamment en 2016 grâce à un partenariat avec PPTV, une plateforme en ligne, et une chaîne locale qui ont retransmis en direct les concerts à presque 4 millions de téléspectateurs et internautes chinois.

### Colombie
En Colombie, la première fête de la musique est organisée à Medellín en 2003. Quelques années après, suivent les villes de Cali et Barranquilla et enfin Bogotá depuis 2012 avec Carlos Vives comme parrain de cette nouvelle manifestation. Les organisateurs de la fête de la musique en Colombie suivent les principes de la fête française. Toutefois, la date choisie n'est pas nécessairement le 21 juin, mais celle du week-end le plus proche. En 2013, la fête de la musique à Bogota a lieu les 22 et 23 juin, avec Totó la Momposina pour marraine de cette édition.

### États-Unis
À New York, la première Fête de la musique (Make Music New York) a été organisée en 2006, sous l'impulsion d'Aaron Friedman. L'édition 2009 comprend quelque 900 groupes inscrits qui se produisent dans plusieurs boroughs de la Grosse Pomme.

### Grèce
Athènes, 1re capitale culturelle de l'Europe en 1985, a été aussi cette même année la première ville où la Fête de la musique s'est déroulée hors de France, à l'initiative de Melina Mercouri.

### Suède
À Stockholm, la première édition de la Fête de la musique (Make Musik Sthlm (sv)) a été organisée le 18 juin 2010. Quelque 35 groupes locaux ont joué dans les rues de la ville, et des artistes français tels que les Naive New Beaters et le DJ Mondkokf ont également donné un concert au parc Kungsträdgården et au restaurant Berns (en).

## Partenaires
À l'international, la Fête de la musique est promue par le ministère français des Affaires étrangères, ainsi que ses ambassades et représentations consulaires ou chambres de commerce françaises ou en coopération avec les représentations des autres pays francophones dans les mêmes pays (notamment les représentations consulaires de la Belgique, de sa Communauté française et de la Région wallonne), et leurs partenaires culturels à l'étranger, dont le réseau mondial des associations de l'Alliance française dans les différents pays du monde, qui organisent leurs propres évènements locaux, ou soutiennent les initiatives locales d'évènements musicaux gratuits ouverts à tous ; ainsi les réseaux internationaux participants comptent notamment :
- Cultures France (ex AFAA),
- l'Alliance française (AF),
- Francophonie Diffusion (FD),
- le Bureau export de la musique française.

En France, les collectivités locales, coordonnées par le ministère de la Culture, apportent leur appui en libérant l'espace public urbain, ainsi que de nombreuses salles, des parcs, stades et hippodromes pour les concerts. De nombreuses associations locales fournissent aussi l'essentiel de la logistique, et les pouvoirs publics mettent à disposition de l'évènement un très imposant dispositif de sécurité à une échelle nationale, en tenant toutefois de délimiter les espaces ouverts aux prestations des amateurs et au public, fermés à la circulation motorisée.
Sont associés, en 2003, à la promotion de l'évènement les médias suivants en France qui retransmettent une sélection de spectacles publics gratuits :
- les radios du groupe public Radio France ;
- les chaînes nationales et régionales du groupe public France Télévisions (France 2, France 3, France 4, France Ô et RFO) ;
- la chaîne de télévision internationale TV5 Monde, qui diffuse aussi à travers le monde une sélection des évènements musicaux retransmis dans les différentes chaînes francophones du réseau ;
- le site Mondomix.com d'information musicale ;
- le site ANous.fr d'actualité sur les musiques urbaines.

La Fête de la musique reçoit aussi des partenariats officiels d'organismes professionnels :
- la Société des auteurs, compositeurs et éditeurs de musique (SACEM), et
- l'Union des compositeurs de musiques de films (UCMF),

qui mettent à disposition des musiques et partitions à télécharger gratuitement sur leurs sites.

### Autres manifestations culturelles
- Journées européennes du patrimoine
- Fête du cinéma
- Le Printemps des Poètes
- Fêtes de la lecture en France
- Rendez-vous aux jardins
- Festival de l'histoire de l'art
- Nuit européenne des musées
- Journée internationale de la musique